# Epapterus dispilurus
Epapterus dispilurus är en fiskart som beskrevs av Cope, 1878. Epapterus dispilurus ingår i släktet Epapterus och familjen Auchenipteridae. Inga underarter finns listade i Catalogue of Life.